# Lumpex 75
Lumpex 75  (Lumpex'75) – polski zespół muzyczny założony w Gdańsku. Początek działalności zespołu datuje się na 1993 r. Nazwa zespołu bywa także zapisywana jako „Lumpex 75”. Twórczość zespołu zaliczana jest do nurtu punk rock i street punk/oi!.

## Historia
Zespół Lumpex'75 został założony w 1993 r. w Gdańsku. Początkowy skład zespołu wyglądał następująco: Celina (gitara basowa i wokal), Kula (perkusja i wokal), Zbigniew (gitara). W tym składzie wykonany tylko jeden utwór muzyczny pod tytułem „Nocny Sklep”. Po reorganizacji zespołu skład został powiększony o czwartego członka i wyglądał następująco: Cinek (perkusja), Kula (gitara), Zbigniew (wokal), Zielony (gitara basowa). W nowym składzie zespół koncertował, między innymi razem z grupą Po prostu. Po pewnym czasie miejsce Cinka zajął Roman. Zimą 1996 r. za spożywanie alkoholu zespół został wydalony z Domu Kultury w Letniewie, w którym prowadzili próby. W okresie od wiosny 1996 r. do września 1998 r. grupa zawiesiła działalność ze względu na fakt, że niektórzy członkowie zespołu zostali powołani do wojska. Po reaktywacji powraca Cinek w miejsce Romana na perkusję, a ponadto zespołu dołącza Kisiel grający na drugiej gitarze. Z kolei w 2000 r. zespół opuszcza Zbigniew. Wydanie debiutanckiego albumu pod tytułem „To My” otwiera zespołowi drogę do kariery, zarówno w Polsce jak i za granicą. W kolejnych latach następują pewne zmiany w składzie zespołu, choć stosunkowo stabilny jest trzon zespołu w postaci Cinka, Kuli i Zielonego. Lumpex'75 od tego momentu koncertuje w całej Polsce, a także za granicą, między innymi w Czechach, Niemczech i Anglii. W Niemczech brał udział w jednym z największych festiwali muzyki Oi! – The Meeting. Miało to miejsce w 2005 r.. Po kolejnej zmianie w składzie zespół nagrywa w 2008 r. nowy album muzyczny. W tym samym roku występuje na koncercie zorganizowanym z okazji wejścia do ekstraligi żużlowego klubu Wybrzeże Gdańsk. Wydarzenie odbyło się w gdańskim Multikinie.

## Wybrane koncerty
1.04.2000 r. Lumpex'75 grał koncert w Gdyni razem z grupą Włochaty, szczególnie znanej z antyfaszystowskiego zaangażowania. Na klub, w którym odbywał się koncert, napadła  grupa około dwudziestu neofaszystów. W odpędzeniu napastników pomogli szalikowcy kibicujący zespołowi piłkarskiemu Arka Gdynia.
Lumpex'75 brał także udział w koncercie zorganizowanym w celu zebrania środków finansowych przeznaczonych na udzielenie pomocy dla wymagającej leczenia Agacie z Akademii Medycznej w Gdańsku. Wydarzenie miało miejsce w dniu 7.04.2002 r. Oprócz Lumpexu'75 wystąpili Chissis, Larry z Ikenga Drummers, Golden Life, Słodki Całus Od Buby, Marylin Monroe, Dotor Granat, Kowalski, Vo.Cool.ski, Lipali, Po Prostu, a w przerwach muzykę zapodawał DJ Zurt de Lux.
21.03.2009 r. odbył się koncert w Lublinie. Kapela zagrała tam razem z The Junkers, Flat Caps, The Gits. Wydarzenie miało negatywny wydźwięk w części środowisk, szczególnie lewicowych, a wobec wykonawców padły zarzuty, że zgrali na spędzie dla wyznawców Adolfa Hitlera.
Z kolei w Dąbrowie Górniczej, w klubie Rock Out, miał miejsce koncert Lumpexu'75 oraz Horrorshow, Rock’n’Roll Rebels i Czterdzieści jeden dwieście towarzyszący imprezie sportowej „Zagłębiowski Horror Show”. Była to gala sportów walki zorganizowana jako turniej Sportowe Zagłębie vs. Reszta Świata. Walki prowadzono w formule MMA oraz K1.
2 września 2018 r. odbył się koncert z okazji 25-lecia istnienia zespołu. Wydarzenie miało miejsce w klubie Protokultura w Gdańsku. Razem z jubilatami na koncercie wystąpili także The Junkers, Po Prostu i Horrorshow.

## Skład i współpraca
Na marzec 2024 r. członkami zespołu są: Cinek /Marcin Cinek/, Kula /Marcin Kula/, Kwaśny, Zielony. Byli członkowie zespołu to: Celina, Dycha /Dyha/, Kisiel, Paweł, Zbigniew /Zibi/.
Skład w wybranych latach, między innymi, w których zespół wydał określony album muzyczny:
| Członek  | 1993 r. | 1996 r. | 2000 r. | 2005 r. | 2008 r. | 2016 r. | 2017 r. | 2022 r. |
| -------- | ------- | ------- | ------- | ------- | ------- | ------- | ------- | ------- |
| Celina   | Tak     | Nie     | Nie     | Nie     | Nie     | Nie     | Nie     | Nie     |
| Cinek    | Nie     | Tak     | Tak     | Tak     | Tak     | Tak     | Tak     | Tak     |
| Dycha    | Nie     | Nie     | Nie     | Tak     | Tak     | Nie     | Nie     | Nie     |
| Kisiel   | Nie     | Nie     | Tak     | Nie     | Nie     | Nie     | Nie     | Nie     |
| Kula     | Tak     | Tak     | Tak     | Tak     | Tak     | Tak     | Tak     | Tak     |
| Kwaśny   | Nie     | Nie     | Nie     | Nie     | Nie     | Tak     | Tak     | Tak     |
| Paweł    | Nie     | Nie     | Nie     | Nie     | Tak     | Nie     | Nie     | Nie     |
| Roman    | Nie     | Tak     | Nie     | Nie     | Nie     | Nie     | Nie     | Nie     |
| Zbigniew | Tak     | Tak     | Nie     | Nie     | Nie     | Nie     | Nie     | Nie     |
| Zielony  | Nie     | Nie     | Tak     | Tak     | Tak     | Tak     | Tak     | Tak     |

Funkcje poszczególnych członków w zespole (obecnych i byłych):
- Celina – gitara basowa[1]
- Cinek – perkusja[1][15][16][17][18][19]
- Dycha – gitara[1][16][17]
- Kisiel – gitara[1][15]
- Kula – wokal, gitara[1][15][16][17][18][19], początkowo również perkusja[1]
- Kwaśny – gitara[18][19]
- Paweł – gitara[1][17] (gitarę solowa[1])
- Roman – perkusja[1]
- Zbigniew – gitara, później wokal[1]
- Zielony – gitara basowa[1][15][16][17][18][19].

Ponadto Celina, Cinek, Dycha, Kisiel i Zielony także udzielali się wokalnie razem z Kulą.
Przy realizacji wspólnej płyty Lumpex 75 i All Bandits funkcję inżyniera i realizatora pełnił „Bardzo Dobry Realizator” – Adam Bartnikiewicz.
Twórczość zespołu jest również zaprezentowana na płycie z 2007 r. zespołu Gdańskie Lwy pod tytułem „Bastion Prawicy”, na której utwór nr 1: „Bastion Prawicy” wykorzystuje muzykę Lumpexu'75 oraz utwór nr 7: „Danzig”, którego muzyka i tekst są dziełem Lumpexu'75. Podobny wkład zespół posiada w albumie zespołu Contra Boys pod tytułem „Od Kołyski Aż Po Grób” z 2007 r. W utworach nr 4: „Biało-zielono Zawsze W Gdański Jest” i nr 8: „Chcę Dowiedzieć Się” słowa pochodzą od zespołu Lumpexu'75, a wokal wykonuje Cinek i Kula. Zespół Contra Boys według niektórych autorów miałby być wspólnym projektem części członków takich kapel jak Lumpex'75, The Gits i Konkwista 88, co jednak dotyczy raczej niektórych utworów wymienionej płyty, a z Konkwisty 88 tylko samego wokalisty Adama Bartnikiewicza. Cinek natomiast w pewnych okresach czasu współtworzył zespół Sztorm 68 i Zadruga.

## Zespół i twórczość
Grupa „Lumpex'75” („Lumpex 75”) powstała jako zespół punkowy. Jej brzmienia, muzyka, stylistyka, plasuje ją na scenie street punk/oi. Nazwa zespołu Lumpex została wzięta wprost od potocznej nazwy stosowanej wówczas powszechnie w Polsce do sklepów z używaną odzieżą. Liczba 75 odnosi się do roku urodzenia niektórych starszych członków zespołu. Zespół kategorycznie zastrzega, że liczba ta nie ma jakiegokolwiek związku ze stosowaną przez niektóre zespoły sceny RAC symboliką liczb nawiązującą do nazizmu.
Tworzona początkowo prosta muzyka punk rock z czasem ewoluowała. Jak sami muzycy to określają, w kolejnych albumach podstawą był oczywiście street punk/oi, ale z elementami hardcore i viking rock. Sami muzycy przyznają się do słuchania i inspirowania takimi gatunkami jak punk, oi!, hardcore, viking rock, RAC, black metal, psychobilly oraz ska. Zespół podaje, że nie lubi natomiast grać coverów, choć zdarzało mu się to w jego historii.
Członkowie zespołu podają, iż są kibicami drużyny piłkarskiej Lechia Gdańsk, drużyny żużlowej Wybrzeże Gdańsk, i hokejowej Stocznowiec Gdańsk. Natomiast Zielony jest członkiem grupy rekonstrukcji bitew II wojny światowej.

## Dyskografia
Albumy muzyczne:
- 2000 r.: „4Pakers Vs Lumpex'75” (kaseta, edycja limitowana, promo), www.honournpride.prv.pl; Lumpex 75 – 6 utworów (A1-A6), 4Pakers - 6 utworów (B1-B6)[15]
- 2003 r.: „To My...” (kaseta, CD), split, Jimmy Jazz Records[4][5][25][26][27]
- 2005 r.: „All Bandits - Vs - Lumpex'75 – Pojedynek O Mistrzowski Tytuł” (CD, edycja limitowana, numerowana), Olifant Records, All Bandits – 7 utworów (nr 1-7), Lumpex'75 – 7 utworów (nr 8-17)[5][16]
- 2008 r.: „Błyskawic Ślad” (CD), Olifant Records[5][17][28]
- 2008 r.: „Przepraszam / Przeciwko Wam” (CD, singiel), Olifant Records[5][29]
- 2016 r.: „Sen Wariata” (CD, CD – edycja limitowana, numerowana, digipak), Olifant Records[5][18][30]
- 2017 r.: „12.11.2016 Grudziądz” (CD, edycja limitowana, numerowana), eNtivi, U-Boot Bootleg Records[5][19]
- 2022 r.: „Błyskawic Ślad” (LP, wznowienie, numerowana), Olifant Records[17]
- 2022 r.: „Lumpex 75* / Paris Violence – Oi! Gdansk - Paris Vol. 1” (10" 45 RPM jednostronna EP, test pressing i edycja limitowana, numerowana), Olifant Records[31].

Kompilacje:
- 2001 r.: „Punks, Skins & Rude Boys Now! Vol. 6”  – składanka CD, promo – Rock’n’Roller, Garaż Nr 16 – utwór nr 6: „Lumpex”, nr 18: „Gdańsk”[32]
- 2002 r.: „Wykopmy rasizm ze stadionów” – składanka CD – Jimmy Jazz Records – JAZZ 009 – utwór nr 13: „GKS”[33]
- 2004 r.: „Muzyka ulicy muzyka dla mas vol. 1” (Muzyka ulicy muzyka dla mas) – składanka CD – Olifant Records – utwór nr 13: „Buty I Szelki”[34][35][36]
- 2004 r.: „Prowadź mnie ulico vol. 1” (Prowadź mnie ulico) – składanka CD – Jimmy Jazz Records – JAZZ 063 – utwór nr 2: „To My!”[37]
- 2006 r.: „Muzyka ulicy muzyka dla mas vol. 2” (Muzyka ulicy muzyka dla mas) – składanka CD – Olifant Records – utwór nr 13: „Jak Pies”[38][39][40]
- 2006 r.: „Polska gola!” – składanka CD – Olifant Records – utwór nr 6: „Bez Waśni”[41]
- 2007 r.: „Tribute to Ramzes & The Hooligans” – składanka CD, Olifant Records – Ramzes & The Hooligans – utwór nr 4 pod tytułem „Poland Alkoholand”[4][42][43]
- 2007 r.: „Tribute to Rezystencja” – składanka CD, Olifant Records – Rezystencja – utwór nr 10 pod tytułem „Zabij Ich”[4][44][45]
- 2012 r./2013 r.: „Oi! A Ultima Thule Tribute” – składanka CD / LP – Punx & Skins United Records – utwór nr 8/B3: „Jeden Za Wszystkich”[46]
- 2013 r.: „4 Bands On 40th Birthday!” – Bachor / Horrorshow / The Junkers / Lumpex'75 – składanka LP, edycje limitowane w różnych wersjach, Olifant Records, Bruno Oi! Records; każdy z zespołów po 3 utwory – Lumpex'75: „Nasze Miasta”, „Zjednoczona Europa”, „Dla Przyjaciół”[5][14][47].
- 2014 r.: „Muzyka ulicy muzyka dla mas vol. 3” (Muzyka ulicy muzyka dla mas) – składanka CD – Olifant Records – utwór nr 4: „Westerplatte”[48][49][50][51]

Wideo:
- 2005 r.: „Loud & Proud” – Rezystencja / All Bandits / Lumpex 75 – DVDr, DVD-Video, edycja limitowana, numerowana, Olifant Records[5][14][52].
- 2005 r.: „Oi! the meeting 2005" – DVD, Bandworm Records[4][7].

## Odbiór i opinie
Zespół Lumpex'75 uznawany jest za jeden z bardziej popularnych w Polsce zespołów oi/punk. Na koncertach z jego udziałem często postrzegany jest jako gwiazda tego wydarzenia. Grupa ma w ramach polskiej sceny oi/punk bardzo silną pozycję. Płyta „Sen Wariata” z 2016 r. zdobyła w trójmieście wyróżnienie w ramach konkursu „Płyta roku 2016 w Trójmieście”. Na płytę oddano 607 głosów (wobec 399 głosów oddanych na album death metalowej kapeli Northern, który zajął miejsce drugie), co uznano za bezapelacyjne zwycięstwo. Także inne albumy zespołu zyskały dobre recenzje. Przykładowo po ukazaniu się albumu „Błyskawic Ślad” pisano o bardzo dobrym kierunku w jakim poszedł zespół. Wymieniano dojrzale teksty, wpadające w ucho melodie i gitarowy łomot. Sam album predysponowany był do przyciągnięcia osób, które dotąd nie były do zespołu przekonane. Płyta ta jest nieco lepiej oceniana od wcześniejszej „To My...” choć i tu recenzje są dobre, jednak nie wszystkie utwory z tego albumu mają jednakowo wysokie noty. Kila z utworów tam zamieszczonych to zdecydowanie niekwestionowane hity tego wydawnictwa. Pośród takich wyróżniających się pozytywnie utworów tej płyty można wymienić „Oi! Zabawa”, „B.O.P.P.”, „Gdańsk”, „Luna” oraz dwa covery: „Żółta skóra” i będąca przeróbką „We didn’t start the fire” Billy Joela i „Pracownik” z repertuaru trójmiejskiej, legendarnej grupy DDT. Jednak według niektórych opinii najlepszą płytą zespołu jest jego trzeci album „Sen Wariata”.
Istnieją opinie negatywne podnoszące, co jest faktem, że Lumpex'75 to kapela ns-skinheadowska, . Pojawiają się także opinie, jak na przykład, że Lumpex'75 i The Junkers grają koncerty dla hitlerowców. Faktem jest, że grają dla nazistów już od kilkunastu lat, ponadto ponad 50% publiki stanowią naziole.
Przez pewien czas firma odzieżowa Pretorian (streetwear), była marką sponsorską zespołu. Członkowie grupy otrzymywali od firmy ubrania, w których występowali na koncertach.

## Akcja RespectUs z użyciem tekstu utworu Przepraszam
Tekst utworu pod tytułem „Przepraszam” wykorzystany został w kampanii zapoczątkowanej w 2018 r. prowadzonej w ramach inicjatywy „RespectUs”. Były to społeczne działania wyrażające sprzeciw wobec ukazywaniu Polski w negatywnym świetle i występują przeciwko przypisywaniu naszemu krajowi współodpowiedzialności za Holokaust podczas II wojny światowej. Akcję wspiera Fundacja Wsparcia Rolnika Polska Ziemia. Zrealizowano między innymi film, w którym wykorzystano słowa zawarte w wyżej wymienionym utworze, szczególnie dobrze pasujące do absurdalnego obwiniania Polski i Polaków o zbrodnicze czyny innych narodów, w szokujący, dosady ale i bezbłędny sposób puentujące szerzone kłamstwa w tym obszarze dominujące w ówczesnych przekazach przy barku adekwatnej reakcji ówczesnych polskich władz. Choć także dla tej akcji wyrażane są opinie zdecydowanie negatywne, zarówno co do jej meritum, jak i powiązań twórców z przemysłem futrzarskim. Wbrew jednak temu film zyskał dużą popularność, stał się wręcz hitem zdobywającym rekordy popularności, a sam tekst utworu został w ten sposób poznany przez znacznie szerszy krąg odbiorców, którzy akceptują i utożsamiają się z przekazem w nim zawartym.